# Monumento Natural do Rio São Francisco
O Monumento Natural do Rio São Francisco é uma unidade de conservação brasileira de proteção integral da natureza localizada na divisa entre os estados de Alagoas, da Bahia e de Sergipe, com território distribuído pelos municípios de Canindé de São Francisco, Delmiro Gouveia, Olho d'Água do Casado, Paulo Afonso e Piranhas.
Esse monumento natural foi criado através de decreto, emitido pela Presidência da República em 5 de junho de 2009, com uma área de aproximadamente 26 715,09 hectares. Sua administração é de responsabilidade do Instituto Chico Mendes de Conservação da Biodiversidade (ICMBio).